# Francisco Romá y Rosell
Francisco Romá y Rosell (* um 1710 in Mataró bei Barcelona, Spanien; † 1784 in Mexiko-Stadt) war ein spanischer Ökonom, Jurist und Kolonialverwalter, der 1779 vorübergehend als Regent der Real Audiencia von Mexico das Amt des Vizekönigs von Neuspanien ausübte.

## Wissenschaftliche Karriere
Francisco Romá arbeitete zunächst als Anwalt in Barcelona. Zugleich war er Mitglied der königlichen Akademie für Experimentalphysik und Landwirtschaft (spanisch Real Academia de Física Experimental y Agricultura) von Barcelona. 1766 veröffentlichte er ein polit-ökonomisches Werk über den Nutzen von Gremien für die öffentliche Ordnung und die Wirtschaftsleistung seiner Heimatstadt (Disertación histórico-político-legal para los Colegios y Gremios de la Ciudad de Barcelona). 1768 folgte ein grundlegenderes Werk, in dem er Landwirtschaft, Industrie und Handel als Mittel gegen die Dekadenz seiner Zeit propagierte (Las señales de la felicidad en España y medio de hacerlas eficaces).

## Staatsdienst
1768 erhielt er das Amt des Alcalde de la Sala de Hijosdalgo an der Real Audiencia, dem Gerichtshof, von Valladolid und hatte sich dort mit Rechtsstreitigkeiten zu befassen, die aus Adelsrechten resultierten. 1771 wechselte er in den Bereich des Strafrechtes, und 1775 wurde er zum Oidor berufen.
1776 versetzte man ihn an die Real Audiencia von Mexico. Auch hier war er nicht nur juristisch tätig, sondern beschäftigte sich mit volkswirtschaftlichen Fragen. Er hatte als Regente den Vorsitz der Audiencia. Als im April 1779 der Vizekönig Antonio María de Bucareli y Ursúa im Amt starb, übernahm Romá die Regierungsgeschäfte, bis im August der neue Vizekönig Martín de Mayorga in der Kolonie eintraf.
Zwölf Tage, bevor er das Amt an den neuen Vizekönig übergeben konnte, traf der Befehl aus Spanien in Mexiko-Stadt ein, den Kriegszustand mit England auszurufen und die Kolonie in geeigneter Weise zu wappnen. Mit der Übernahme der Regierung durch den neuen Vizekönig beschränkte sich Romá wieder auf seine Tätigkeit als Vorsitzender der Audiencia.
1782 wurde er im Amt abgelöst. 1784 starb er.